# Halimione
Genre
Classification phylogénétique
Taxons de rang inférieur
- Voir le texte

Halimione est un genre de plantes de la famille des Chenopodiaceae selon la classification classique de Cronquist (1981) ou des Amaranthaceae selon la classification phylogénétique.
Selon les auteurs (d'après ITIS et GRIN), les espèces de Halimione sont placées dans le genre Atriplex.

## Liste des espèces
Selon BioLib (31 mai 2024) :
- Halimione pedunculata (L.) Aellen
- Halimione portulacoides (L.) Aellen

Selon ITIS, les espèces de ce genre sont incorporées dans Atriplex :
- (fr + en) ITIS : Halimione portulacoides (L.) Aellen Non valide
- (fr + en) ITIS : Atriplex portulacoides L.